# Ballyfarnan
Ballyfarnan is een plaats in het Ierse graafschap Roscommon. De plaats telt 206 inwoners.